# Bulbophyllum pseudopicturatum
Bulbophyllum pseudopicturatum es una especie de orquídea epifita  originaria de  	 Asia.

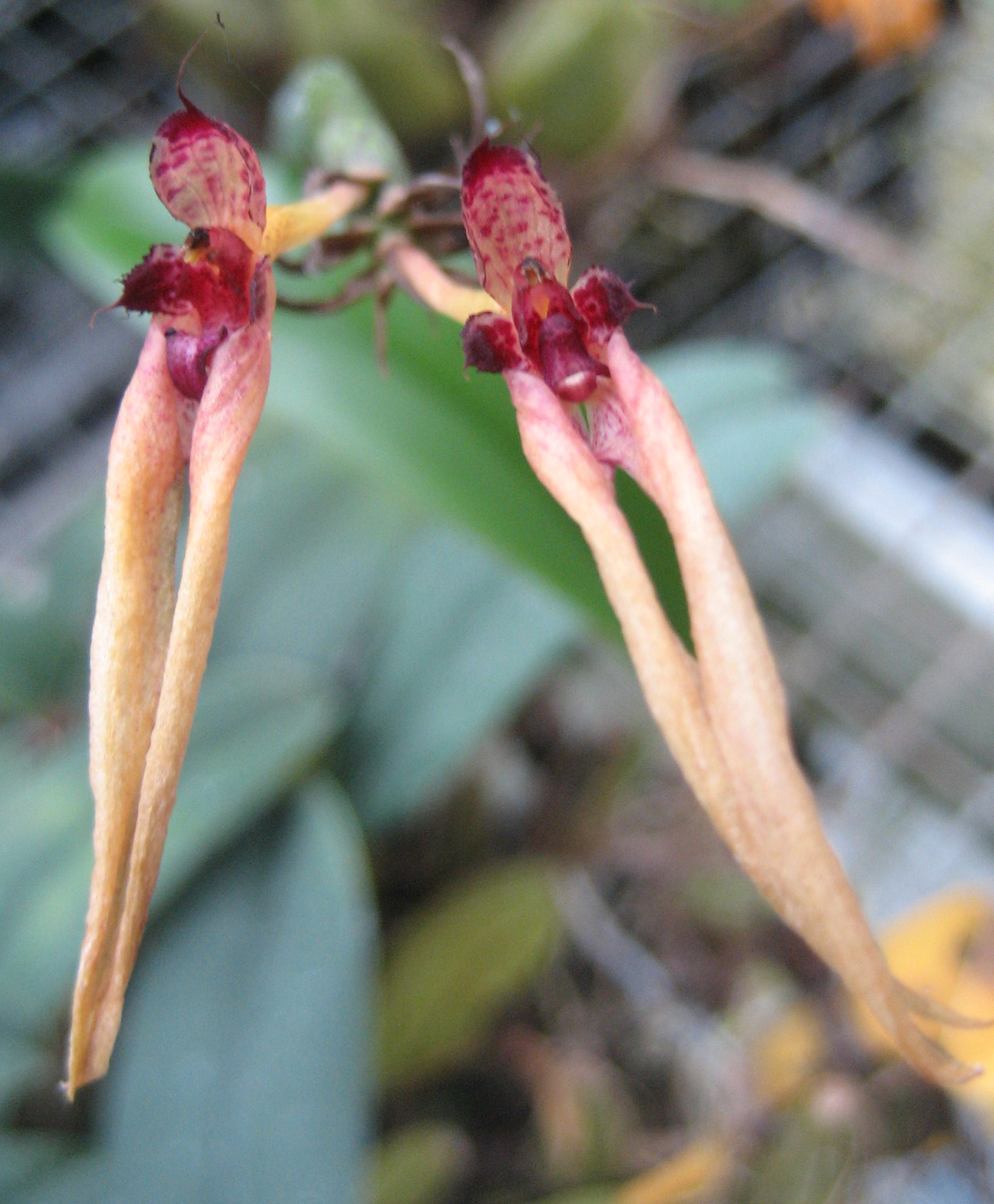
Vista de la planta

## Distribución y hábitat
Se encuentra en Myanmar y Tailandia a la que le gusta un amplio suministro de agua. Esta especie ha sido mal etiquetada comúnmente como C picturatum y se diferencia en el tamaño de las flores y los pétalos ampliamente triangulares-ovados que tienen un ápice romo y nunca son hirsutos.

## Taxonomía
Bulbophyllum pseudopicturatum fue descrita por (Garay) Sieder & Kiehn 2009
Etimología
Bulbophyllum: nombre genérico que se refiere a la forma de las hojas que es bulbosa.
pseudopicturatum: epíteto latino que significa "el falso Bulbophyllum picturatum".